# Florencia Villagra
Florencia Villagra (Córdoba, 31 de agosto de 1981) es una cantante y compositora argentina. Fue una de las participantes de la segunda temporada de Operación Triunfo en Argentina, siendo la única mujer en llegar a la final de dicha edición. Obtuvo el puesto Nº 4.
En el 2014, Florencia sacó su segundo disco solista, “Cruje Cascarón”, en el cual hubo canciones más comprometidas y un nuevo sonido que diferencia de su primer disco.
En la actualidad, triunfa en México cantando junto a importantes artistas de la talla de Fito Páez y Fabiana Cantilo.
- Instrucciones para Usurparte (2006)
- 1- Cultura push-up
- 2- Fuerte
- 3- Música para un secreto
- 4- Razones
- 5- De amor y cuervos
- 6- 90-60-90
- 7- Carpe diem
- 8- Noviembre
- 9- Sueño con serpientes
- 10- Otro Ángel
- 11- Instrucciones para usurparte

- Cruje Cascarón (2013)